# Teeny Rock
Der Teeny Rock (englisch für Winziger Felsen) ist ein kleiner Felsen im westantarktischen Queen Elizabeth Land. In der Neptune Range der Pensacola Mountains ragt er am nordwestlichen Ende der Williams Hills auf.
Der United States Geological Survey kartierte ihn anhand eigener Vermessungen und Luftaufnahmen der United States Navy aus den Jahren von 1956 bis 1966. Das Advisory Committee on Antarctic Names benannte ihn 1968 deskriptiv nach seiner geringen Größe.